# Ɲ
Cette page contient des caractères spéciaux ou non latins. S’ils s’affichent mal (▯, ?, etc.), consultez la page d’aide Unicode.
Ɲ (minuscule ɲ) est une lettre additionnelle qui est utilisée dans l'écriture de certaines langues africaines, comme le bambara, le bomu, le bozo, le bwamu, le duungooma, le dioula, le dzùùngoo, le gbaya, le kaansa, le kakabé, le kimré, le kissi, le koyraboro senni, le kpèllé, le loma, le mamara et syenara, le peul (en Guinée, au Mali et au Burkina Faso), le samo, le songhaï et zarma, le soninké, le soso, le supyiré, le yabassi et le tchourama. Sa forme minuscule est également utilisée par l'alphabet phonétique international.

## Utilisation
La lettre minuscule ɲ représente une consonne occlusive nasale palatale voisée dans l'alphabet phonétique international. Elle est adoptée en décembre 1892, remplaçant le symbole petite capitale N ‹ ɴ › utilisé auparavant, dans le journal de l’Association phonétique internationale.
Clement Doke recommande brièvement le ɲ dans sa révision de l’orthographe lamba de 1927, après avoir utilisé le digramme ‹ ny › en 1922, mais il utilise de nouveau le digramme par après notamment dans l’ouvrage Lamba folk-lore publié en 1927 ou le dictionnaire anglais-lamba publié en 1933.

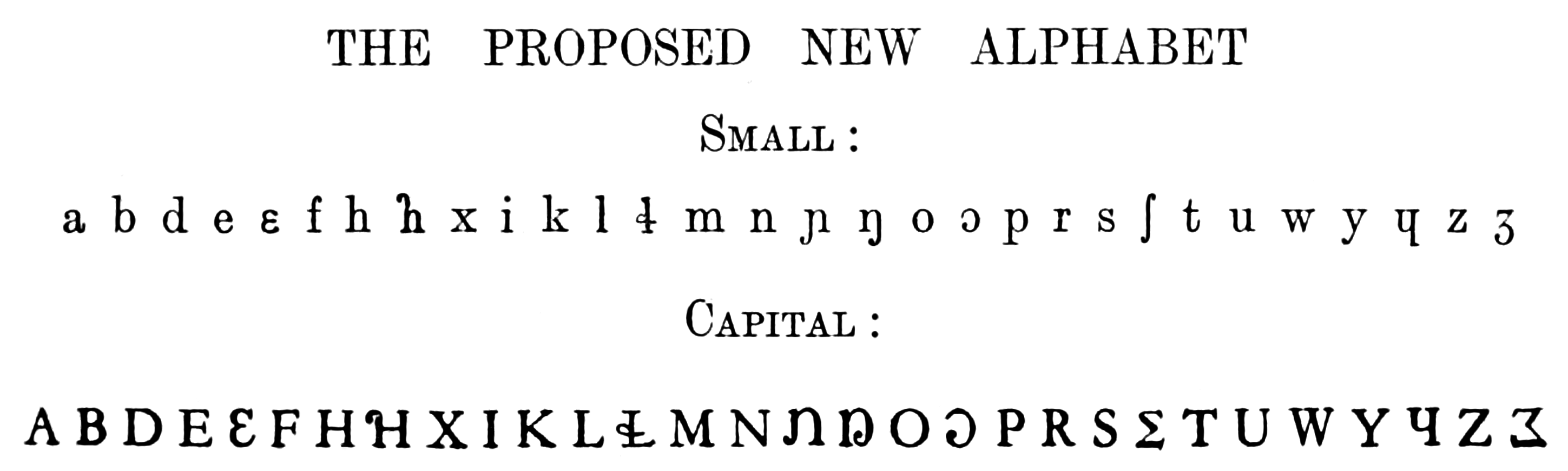
Alphabet sotho-tswana proposé par Tucker en 1929.

A. N. Tucker utilise le ɲ dans sa proposition d’alphabet pour le sotho-tswana en 1929, avec une majuscule basée sur la forme de la minuscule.
Bien que les documents de conférence de la réunion d’expert sur l’alphabétisation organisé en 1978 notent qu’Yves Moñino utilise le ɲ dans l’écriture du gbaya dans l’Esquisse d’une dialectologie gbaya publiée en 1971, l’Alphabet africain de référence de 1978 n’utilise pas la lettre mais plutôt le digramme ny comme l’Alphabet international africain de 1927. Il est aussi utilisé dans le dictionnaire gbaya-français publié par Paulette Roulon-Doko en 2008.
La révision de 1982 par Michael Mann et David Dalby de l’Alphabet africain de référence utilise la lettre ɲ.
Plusieurs alphabets de langues nationales du Mali, officialisés en 1982 et 1991, utilisent la lettre ɲ, remplaçant le digramme ny utilisé dans les alphabets de 1967,,.

## Variantes et formes
Le N hameçon a différentes formes pour sa majuscule.
| Majuscule | Minuscule | Description                               |
| --------- | --------- | ----------------------------------------- |
|           |           | Forme majuscule basée sur la minuscule.   |
|           |           | Forme majuscule basée sur le N majuscule. |

## Représentation informatique
Cette lettre possède les représentations Unicode suivantes :
| formes    | représentations | chaînes de caractères | points de code | descriptions                               |
| --------- | --------------- | --------------------- | -------------- | ------------------------------------------ |
| capitale  | Ɲ               | Ɲ                     | U+019D         | lettre majuscule latine n hameçon          |
| minuscule | ɲ               | ɲ                     | U+0272         | lettre minuscule latine n hameçon à gauche |